# Alsópáhok
Alsópáhok község Zala vármegyében, a Keszthelyi járásban.

## Fekvése
Hévíz déli-délnyugati határán, a 75-ös főúttól északra, közel 4 kilométer hosszan elnyúló település. A község főutcája a szinte teljes területén végighúzódó 7351-es út, s a településen ér véget a Hévízen végigvezető 7332-es út és dél felől a Sármellékről induló 7509-es út is.
Érinti a határait a környező települések elkerülését szolgáló 760-as főút is.
A település része Nemesboldogasszonyfa is, ahova a 7351-es útból kiágazó, 1,8 kilométer hosszú 73 174-es úton lehet eljutni.

## Története
Az Alsópáhok elnevezés első fennmaradt írásos említése 1622-ből való, a korábbi írásos emlékekben „Hosszúpáh” szerepel.

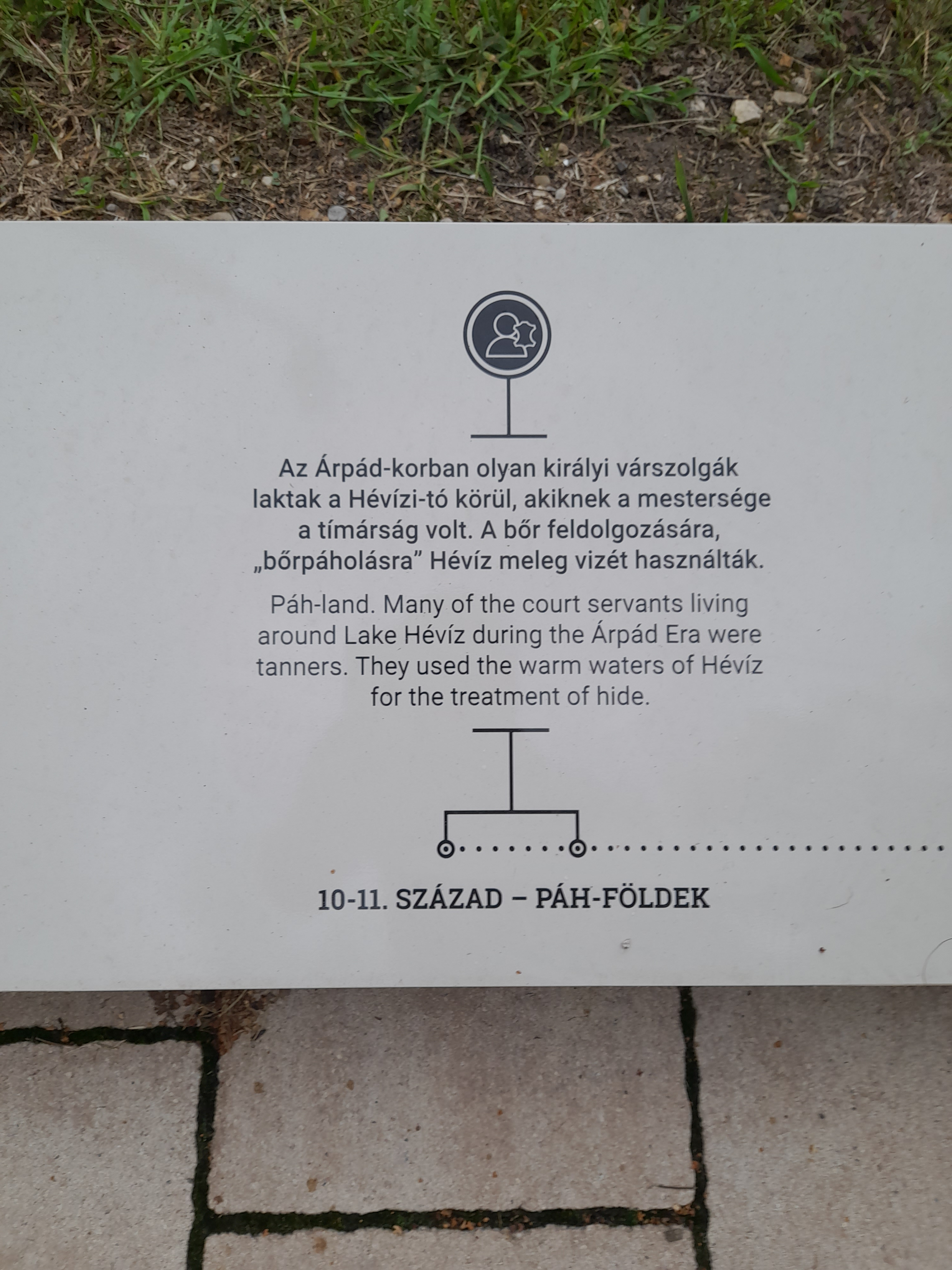
páh jelentése

Szórványos régészeti leletek bizonyítják, hogy a terület már az őskorban is lakott volt. Kerültek elő leletek a rézkorból, a bronzkorból, a kora vaskorból, s megtalálták a vonaldíszes kerámia népének és a péceli kultúrának a nyomait is. 2009-ben, a 76-os főút építésekor a Hévízdombon több kor embereinek nyomait is megtalálták.
Régészeti leletekből ismeretes a falu középkori, Szent Margit tiszteletére szentelt román templomának helye is, amelyet a fennmaradt források 1369-ben említenek először, de valószínűleg a 11. században épült. A templom 1778-ban pusztult el. Elpusztult egy hajdan e vidéken állt másik középkori templom is, az 1354-ből való, a Boldogságos Szűz tiszteletére szentelt templom, amelynek utolsó említése 1763-ból ismert. Ez a templom a Boldogasszony Páh, a későbbi Nemesboldogasszonyfa temploma volt. Ez a falu a középkorban a zalai vár birtoka volt, első fennmaradt írásos említése egy 1259-ben kelt adománylevélben található „Paah” néven. 1350-ben adományként az óbudai apácák kapták meg Hosszúpáht, de birtokos volt a településen a Gersei Pethő család is. A 14. században Keszthely vette birtokába Páhszigetet, de Zsigmond rendeletére 1405-ben visszafoglalták.
A 16 – 17. században Alsópáhok két birodalom határán volt, ami komoly terheket rótt a falura. A jobbágyoknak adózniuk kellett mind a töröknek, mind földesuruknak, a veszprémi püspöknek, és emellett a végvári vitézek fosztogatásait is állniuk kellett. Alsópáhok mai templomát 1770-ben kezdte el építtetni Koller Ignác veszprémi püspök. Nemesboldogasszonyfa római katolikus templomát 1936-ban építették.
1969-ben Alsópáhok közös községi tanács székhelye lett, társközsége Felsőpáhok, majd 1977-től Nemesbük is.
1979-ben Keszthely térségét, így Alsópáhokot is visszacsatolták Zala megyéhez. Az 1990-es évek végén leváltak a társközségek, s most mindegyiknek önálló önkormányzata van.
1996-ban nyílt meg a község központjában a klubszerű elrendezésben megépült Kolping Hotel. A beruházáshoz kapcsolódóan újult meg az egykori barokk plébániaépület is, melynek belső, korabeli festményeit Szilágyi András festőművész rekonstruálta.
A településen polgárőrség működik.

### Nemesboldogasszonyfa történetéből
Nemesboldogasszonyfa nevét 1354-ből fennmaradt írás említi először Boldogasszony-Páh néven.  Egy másik, 1369-ből fennmaradt írásban már Szűz Mária tiszteletére felszentelt kő temploma, egy 1472-ben keltben pedig Lukács nevű plébánosa is szerepel. A település templomát említő utolsó írásos emlék 1763-ból maradt fenn. Ma már nyoma sincs a hajdani épületnek. A Nemesboldogasszonyfán álló mai kápolna 1936-ban épült. A település 1895-től az Alsópáhoki anyakönyvi kerülethez tartozik, s 1950-ben közigazgatásilag is egyesült Alsópáhokkal.

## Közélete

### Polgármesterei
- 1990–1994: Vas Imréné (független)[5]
- 1994–1998: Vas Imréné (független)[6]
- 1998–2002: Lázár László Miklós (független)[7]
- 2002–2006: Lázár László Miklós (független)[8]
- 2006–2010: Czigány Sándor (független)[9]
- 2010–2014: Czigány Sándor (független)[10]
- 2014–2019: Czigány Sándor (független)[11]
- 2019–2024: Czigány Sándor (független)[12]
- 2024– : Czigány Sándor (független)[1]

## Népesség
A település népességének alakulása:
| Lakosok száma | 1360 | 1326 | 1307 | 1427 | 1485 | 1489 | 1480 | 1443 |
|               | 2013 | 2014 | 2015 | 2019 | 2021 | 2022 | 2023 | 2024 |

A 2011-es népszámlálás idején a nemzetiségi megoszlás a következő volt: magyar 92,9%, német 4,7%, orosz 0,46%, cigány 0,38%. 72,3% római katolikusnak, 3% reformátusnak, 4% felekezeten kívülinek vallotta magát.
2022-ben a lakosság 83,1%-a vallotta magát magyarnak, 4,2% németnek, 0,7% cigánynak, 0,5% ukránnak, 0,3% ruszinnak, 0,2% románnak, 0,1-0,1% szerbnek, lengyelnek, görögnek és bolgárnak, 2,8% egyéb, nem hazai nemzetiségűnek (14,2% nem nyilatkozott; a kettős identitások miatt a végösszeg nagyobb lehet 100%-nál). Vallásuk szerint 40,8% volt római katolikus, 3,4% református, 0,7% evangélikus, 0,3% görög katolikus, 0,3% ortodox, 0,1% izraelita, 1,1% egyéb keresztény, 1,5% egyéb katolikus, 8,3% felekezeten kívüli (43,3% nem válaszolt).

## További információk

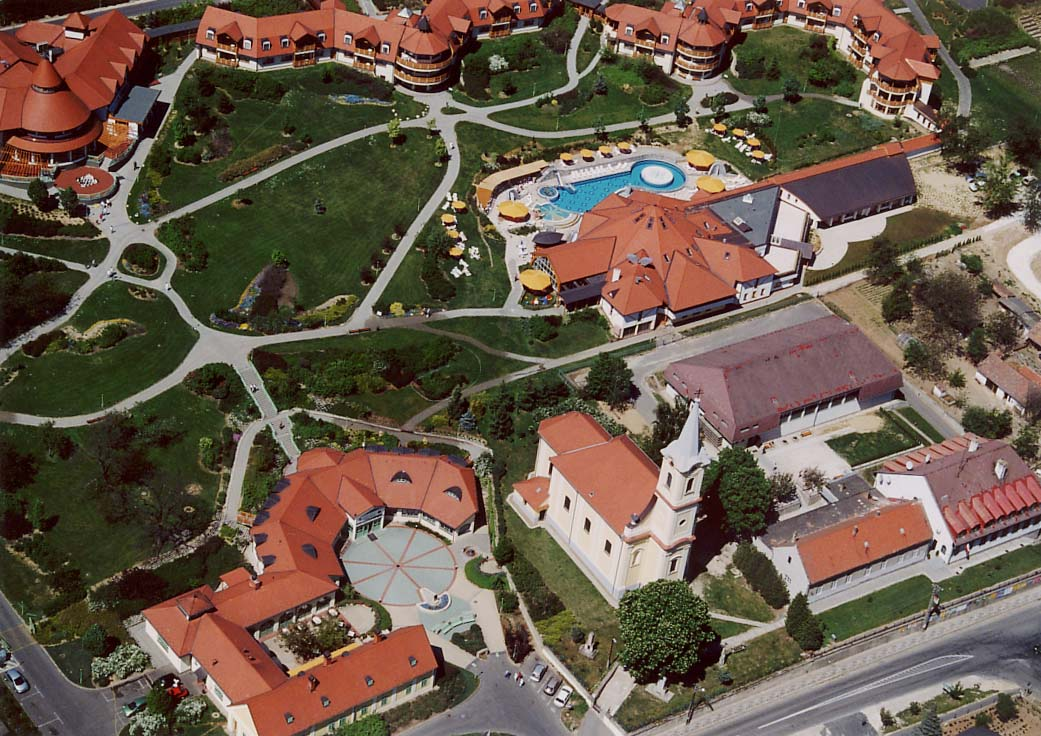
Alsópáhok, római katolikus templom 1777–1778-ban épült.

## Ajánlott irodalom
- Szántó Imre: Egy dunántúli falu (Alsópáhok története), Tankönyvkiadó, Budapest, 1960, 310 old.